# Henry Maudslay
Henry Maudslay (22. srpna 1771 Woolwich – 14. února 1831 Lambeth) byl britský vynálezce. Od dětství pracoval ve firmě Royal Arsenal, kde plnil patrony střelným prachem, poté se vyučil kovářem a nastoupil do zámečnictví Josepha Bramaha. Vytvořil zde zdokonalený soustruh k obrábění kovu, který umožňoval řezání přesných závitů, což výrazně usnadnilo rozvoj strojírenského průmyslu. Roku 1798 se nedohodl se zaměstnavatelem na zvýšení platu a založil vlastní firmu vyrábějící dřevoobráběcí stroje pro námořnictvo. Vynalezl také mikrometr, sestrojil přístroj k potiskování látek a zkoumal možnosti vylepšení hydraulického lisu. Navrhl parní stroje s přímým rotačním pohybem přes váhadla. Věnoval se astronomii a snažil se postavit vlastní teleskop, pokusy však ukončila jeho smrt v roce 1831. Jeho potomci provozovali automobilku Maudslay Motor Company.